# Krompach
Krompach (en allemand : Krombach) est une commune du district de Česká Lípa, dans la région de Liberec, en République tchèque. Sa population s'élevait à 168 habitants en 2021.

## Géographie
Krompach se trouve à la frontière avec l'Allemagne, à 11 km au sud-ouest de Zittau, à 21 km au nord-est de Česká Lípa, à 26 km à l'ouest-nord-ouest de Liberec et à 86 km au nord-nord-est de Prague.
La commune est limitée par l'Allemagne au nord et à l'est, par Jablonné v Podještědí au sud-est, et par Mařenice au sud-ouest et à l'ouest.

## Histoire
La première mention écrite de la localité date de 1391.

## Administration
La commune se compose de trois quartiers :
- Juliovka
- Krompach
- Valy

## Galerie

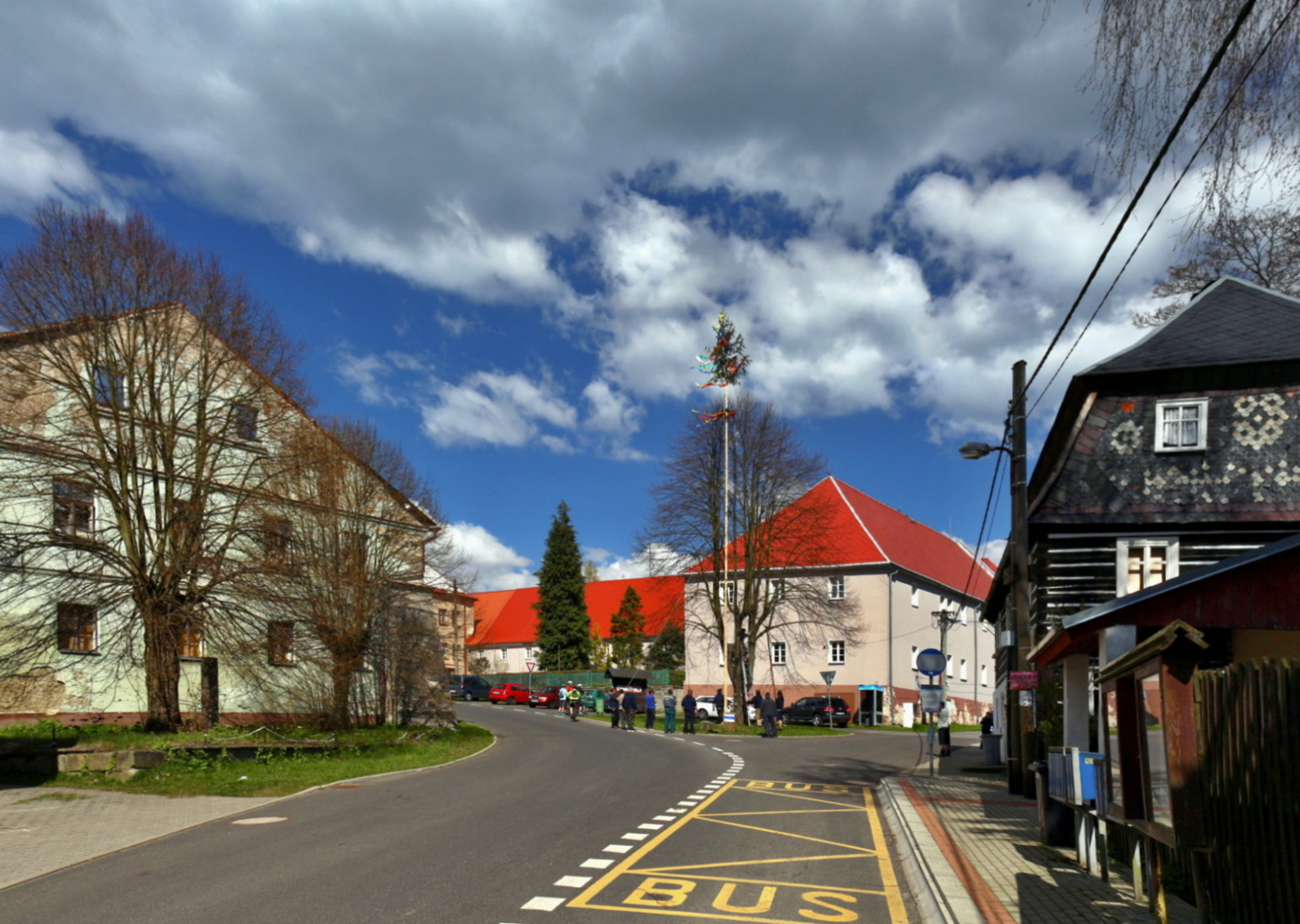
Le centre du village.
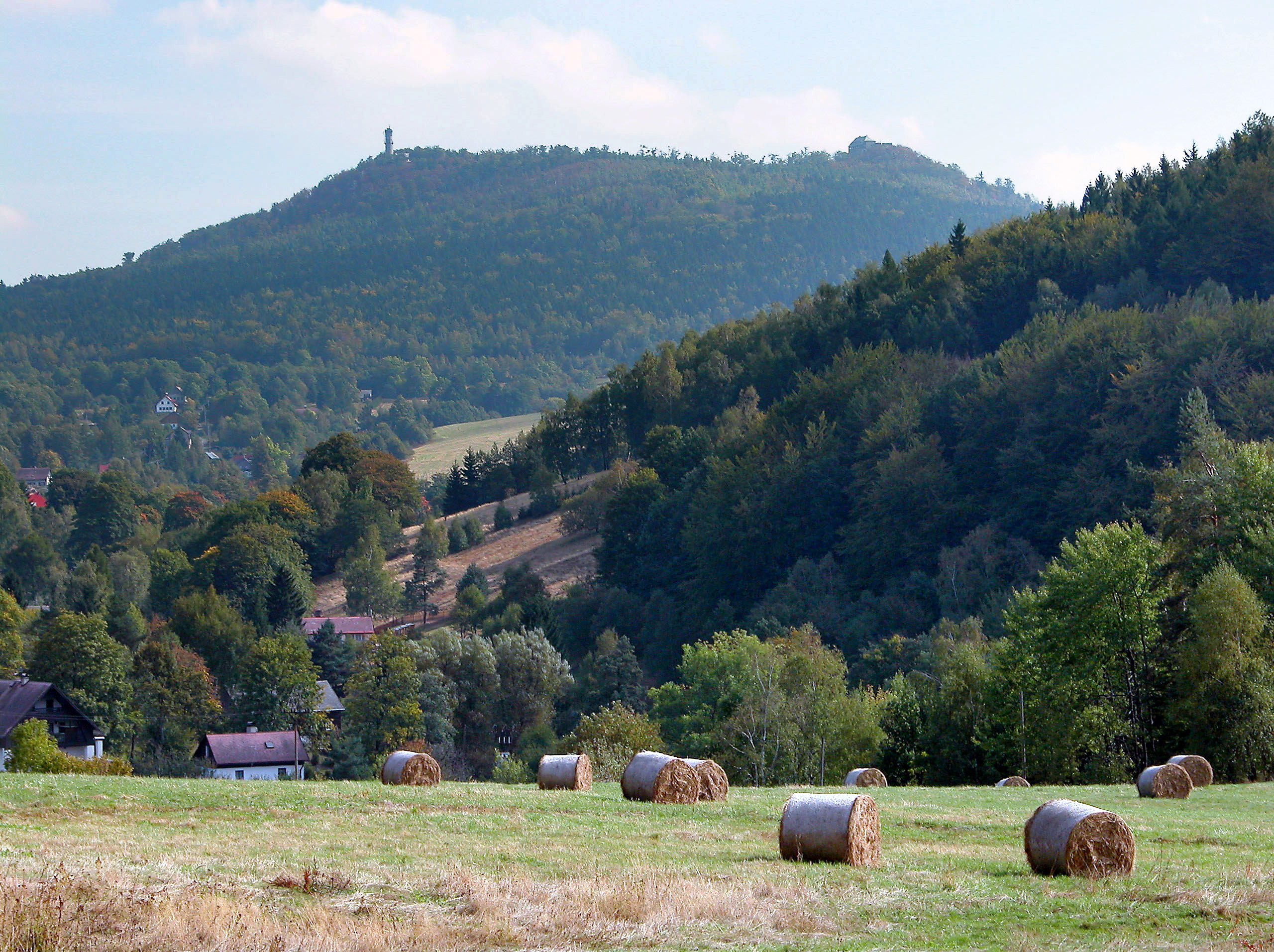
Tour de Hochwald.

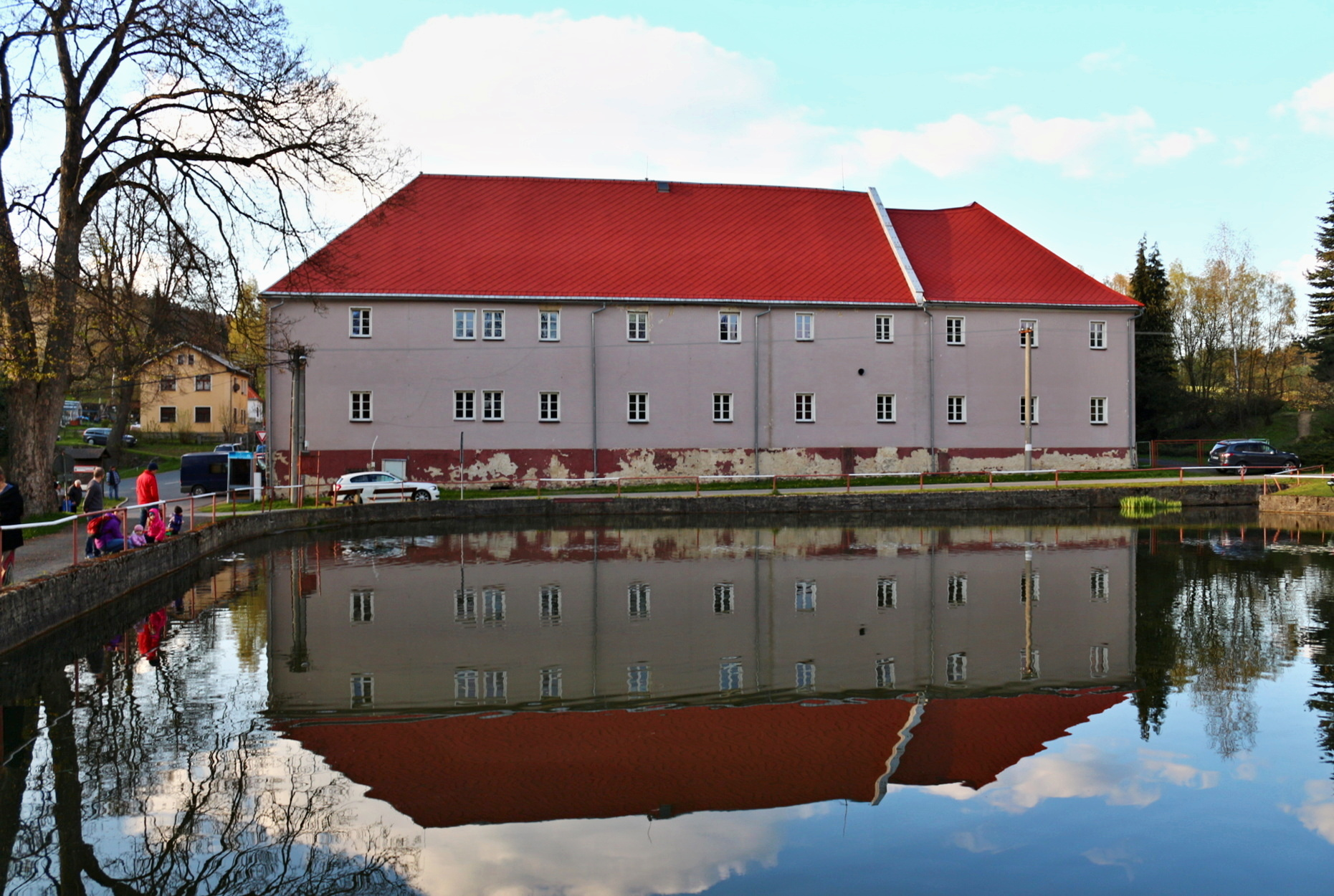
Château de Krompach.
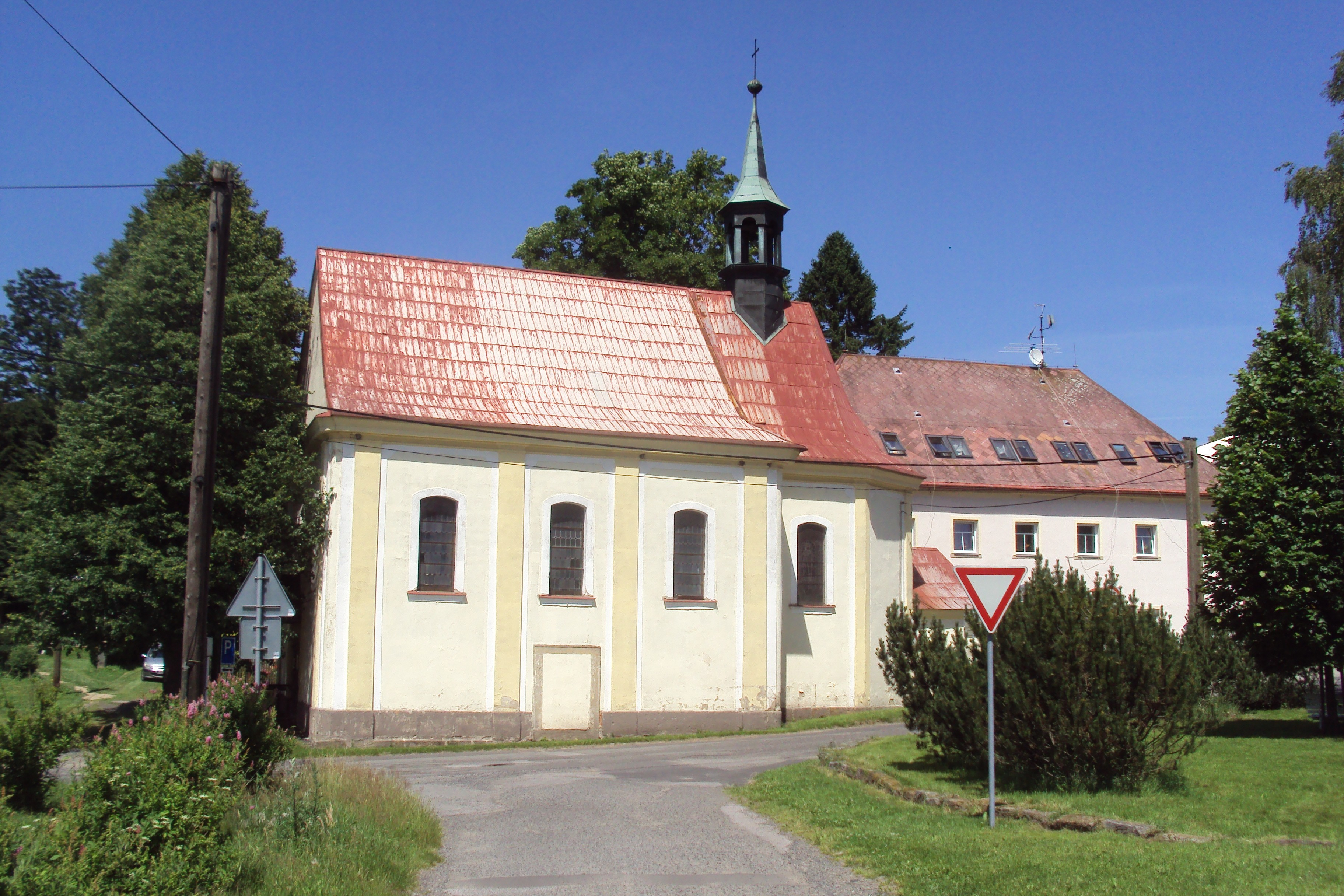
Église des Quatorze-Saints.

## Transports
Par la route, Krompach se trouve à 10 km de Jablonné v Podještědí, à 14 km de Zittau, à 27 km de Česká Lípa, à 35 km de Liberec et à 120 km de Prague.